# Karim Pakradouni
Karim Pakradouni (كريم بقرادوني) est un politicien libanais et un avocat arménien orthodoxe,  né à Beyrouth le 18 août 1944. C'est une figure importante du parti phalangiste libanais et des Forces libanaises, parti à dominance maronite. Nommé ministre d’État au sein du gouvernement de Rafiq Hariri entre 2003 et 2004, il est aussi plusieurs fois conseiller de présidents de la république.

## Biographie
Originaire du quartier arménien de Beyrouth, Bourj Hammoud, il est passé par le collège Notre-Dame de Jamhour,  puis par l'Université Saint-Joseph de Beyrouth, où il est un leader étudiant influent pendant les années qui précédent la Guerre du Liban.
Au sein des Phalanges libanaises, il représente une faction arabiste, ouverte à la Syrie et aux Palestiniens. Conseiller politique du président Elias Sarkis à partir de 1976, il est aussi un proche de Bachir Gemayel, président assassiné juste après son élection en 1982.
Acteur important des Forces libanaises pendant la guerre civile, il est pris dans leurs nombreuses divisions de leaderships et s'oppose à Amine Gemayel en 1985, puis se range au côté de Samir Geagea en 1986 lorsque celui-ci évince Elie Hobeika.
Après la guerre, il est marginalisé au début des années 1990 et candidat malheureux aux élections législatives de 1996 mais devient ensuite conseiller du président Émile Lahoud puis président du parti des Phalanges libanaises en 2001, où il tient une ligne pro-syrienne. En 2004, il est ministre d’État chargé du développement administratif.